# Automeris adusta
Automeris adusta är en fjärilsart som beskrevs av Hoffmann 1942. Automeris adusta ingår i släktet Automeris och familjen påfågelsspinnare. Inga underarter finns listade i Catalogue of Life.